# Ugo Cardinale
Ugo Cardinale (Soveria Mannelli, 8 ottobre 1944) è un linguista italiano.

## Biografia
Ugo Cardinale, residente ad Ivrea, è un linguista, filologo, lessicografo, organizzatore di eventi culturali. Ha insegnato per molti anni Linguistica Generale all'Università degli Studi di Trieste, focalizzando i suoi interessi sui meccanismi cognitivi della lettura e della scrittura, sulla lessicologia e sulla lessicografia (in particolare sui neologismi e sul lessico fondamentale), sulla scrittura giornalistica e più in generale sull'insegnamento dell'italiano. 
Nel suo primo libro (La Lettura, Bologna 1981) ha intuito il ruolo importante della Linguistica Testuale e della nozione di "testo" per il superamento della querelle tra metodo analitico e metodo globale nell'insegnamento e nell'apprendimento della lettura. Da questa esperienza sono nate altre intuizioni sulla possibilità di estendere anche alla didattica delle lingue classiche la portata teorica della nozione di 'testo'. Risultato di tali ricerche è la cura di due importanti volumi Essere e Divenire del Classico e Nuove chiavi per insegnare il Classico, che comprendono contributi innovativi e confermano il suo interesse a coniugare ricerca teorica e innovazione didattica.
Frutto di tale approccio è anche la messa a punto di una scheda diagnostica di rilevazione delle competenze linguistiche per i licei e di strumenti operativi per l'insegnamento della scrittura giornalistica.
La passione per la lessicografia si è tradotta nella redazione (con Manlio Cortelazzo) del DPN (Dizionario di Parole Nuove), libro entrato nelle classifiche dei più venduti nel 1987, e del DAIF (Dizionario Antologico dell'Italiano Fondamentale).
Dal 1983 al 2012 è stato preside del Liceo classico Carlo Botta di Ivrea.
Il 20 giugno 2019, l'Accademia Nazionale dei Lincei, alla presenza del Presidente della Repubblica, gli ha conferito il Premio “Maria Teresa Messori Roncaglia ed Eugenio Mari” per un Letterato sul tema: “La lingua italiana nelle scuole”.

## Opere principali

### Monografie
- La Lettura, Zanichelli, Bologna 1981
- (A cura di), Scienze del linguaggio e Filosofia del Linguaggio nell'Età del Romanticismo, in Problemi del Romanticismo, 2 voll., Shakespeare and Company, Milano 1983
- (con Manlio Cortelazzo), Dizionario di Parole Nuove 1964-1984, Loescher, Torino 1986 (1989)[1]
- (A cura di), Per Giovanni Flechia, Edizioni dell'Orso, Alessandria 1994
- (A cura di), Scritti di Mario Doria, Forum, Udine 1998
- (A cura di), Insegnare Italiano nella Scuola del 2000, Unipress, Padova 1999
- Appunti di Linguistica Generale,  Edizioni Goliardiche, Trieste-Udine 2004
- (A cura di), Essere e Divenire del Classico, UTET, Torino 2006
- (A cura di), Nuove chiavi per insegnare il classico, UTET-Università, Torino 2008
- (A cura di), Giovani oltre, Rubbettino, Soveria Mannelli 2008
- Manuale di scrittura giornalistica, UTET Università, Torino 2011
- (A cura di), A scuola d'italiano a 150 anni dall'Unità, Il Mulino, Bologna 2011
- Il tempo delle parole, Hever, Ivrea 2012
- (A cura di), Si può salvare la scuola italiana?, Il Mulino, Bologna 2012
- (A cura di, con Luciano Canfora), Disegnare il futuro con intelligenza antica, Il Mulino, Bologna 2012
- (con Renato Oniga), Lingue antiche e moderne dai licei alle università, Il Mulino, Bologna 2012
- (con Manlio Cortelazzo), DAIF, Dizionario Antologico Italiano Fondamentale, Rubbettino, Soveria Mannelli 2012
- L'arte di riassumere, introduzione alla scrittura breve, Il Mulino, Bologna 2015[2]
- (A cura di), Le Olimpiadi di italiano, Un osservatorio sulle competenze logico-linguistiche degli studenti delle scuole superiori, Il Mulino, Bologna 2017
- (A cura di), Sull’attualità di Tullio De Mauro, Il Mulino, Bologna 2018
- Storie di parole nuove. Neologia e neologismi nell'Italia che cambia, Il Mulino, Bologna 2021

### Articoli
- La rilevazione dei meccanismi fisiologici come premessa di una "lettura testuale", in Insegnare la lingua, la comprensione del testo (a cura di Graziella Pozzo, Bruno Mondadori, Milano, 1982
- Scrittura per tutti, in «Italiano & Oltre», anno VIII (1983), n. 3, maggio–giugno
- Metodi di apprendimento della lettura: dalla casualità alla testualità, in «Orientamenti Pedagogici», XXXII, 1985, n. 4
- L'uso ha sempre ragione, in Dove va la lingua italiana? (a cura di Jader Jacobelli), Laterza, Bari 1987
- Come dare spessore al linguaggio giovanile: una meta per l'insegnamento dell'italiano, in «La ricerca», 15 gennaio 1987
- I nodi problematici nella pedagogia della lettura, in «Studi Italiani di Linguistica Teorica ed Applicata», XVI, 1987, n. 2-3
- Linguaggi giovanili: una lingua, tante lingue, in «Teachers Teaching», III, 1989, n. 7
- I neologismi nella lingua italiana, in «Italian Studies Southern Africa», vol. 5, 1992, n. 1
- L'utilità del dizionario fondamentale nel panorama lessicologico contemporaneo, negli Atti del Seminario Internazionale di Studi sul Lessico (Forlì - San Marino, 2-5 aprile 1992) a cura di Haisa Pessina Longo, Edizioni CLUEB, Bologna 1994
- Il lessico: parente povero della pedagogia, in «Orientamenti pedagogici», XLII, n. 3, 1995
- Museo d'ombre in disuso nella lingua dell'uso. Sulle orme di Gesualdo Bufalino alla ricerca della lingua perduta, in Lia De Finis (a cura di), Letteratura contemporanea italiana ed europea, Didascalibri, Trento 1996
- Monosemia, omonimia, polisemia nei "tesori" del mare, in Gianna Marcato (a cura di), I Dialetti e il Mare, Atti del Congresso Internazionale in onore di Manlio Cortelazzo, Venezia-Chioggia, 21-25 settembre 1996, Unipress, Padova 1997
- Come parlano gli Italiani?, Saggio-recensione sul Lessico dell'italiano parlato (LIP), a cura di Tullio De Mauro ed altri, ETASLIBRI, Milano 1993, in «Romance Philology», University of California, Berkeley, 2, 1999
- I crocevia lessicali, in «Italiano & Oltre», 2, 1999
- Parlare, leggere, scrivere: la discontinuità di un percorso circolare, in «Rassegna dell'istruzione», 3-4, 2000
- Il tramonto del sapere, Saggio-recensione a Raffaele Simone, La Terza Fase,  Roma-Bari, Laterza 2000 in «Rassegna dell'istruzione», 3-4, 2000
- Le modalità della scrittura giornalistica in L'articolo di giornale, Ministero della Pubblica Istruzione, Federazione Nazionale della Stampa Italiana, in Supplemento alle Linee-guida sull'Esame di Stato 2000/2001, Roma 2000
- Condizioni di coerenza. Ricerche di Linguistica testuale, Saggio-recensione sul testo omonimo di Maria Elisabeth Conte, dell'Orso, Alessandria 1999, in «Romance Philology», University of California, Berkeley, 54, 2001
- L'argomentazione come traccia della conversazione tra gli uomini, in «Rassegna dell'istruzione», 1-2, 2001
- La ricerca sui sinonimi nell'italiano dell'uso: attualità del Tommaseo, in Scritti offerti a Mario Doria, Quaderni 4 Dipartimento di Italianistica, Università di Trieste, Trieste 2002
- Grande Dizionario Italiano dell'Uso (GRADIT), 6 volumi, Torino, UTET, 1999, 400.000 lemmi, Saggio-recensione al Dizionario di Tullio De Mauro, in «Romance Philology», 55, 2002
- Linguistics and the Teaching of Classical Languages, in R. Oniga, R. Iovino & G. Giusti (eds), Formal Linguistics and the Teaching of Latin. Theoretical and Applied Perspectives in Comparative Grammar, pp. 343-353, Newcastle upon Tyne, Cambridge Scholars Publishing 2011
- Le parole della luna, Romance Philology, vol. 73, Fall 2019, pp. 271-290 (Special Issue: Philology on the Moon)